# Prawobrzeże
Prawobrzeże – dzielnica obejmująca południowo-wschodnią część miasta Szczecina, która grupuje 11 jednostek pomocniczych miasta – osiedli. Według danych z 8 marca 2015 w dzielnicy zameldowanych na pobyt stały było 82 450 osób. 
Jako jedyna leży na prawym, wschodnim brzegu rzeki Regalicy.
W latach 1955–1976 istniała dzielnica Dąbie o takich samych granicach. Obecna dzielnica została ustanowiona w 1990 roku.

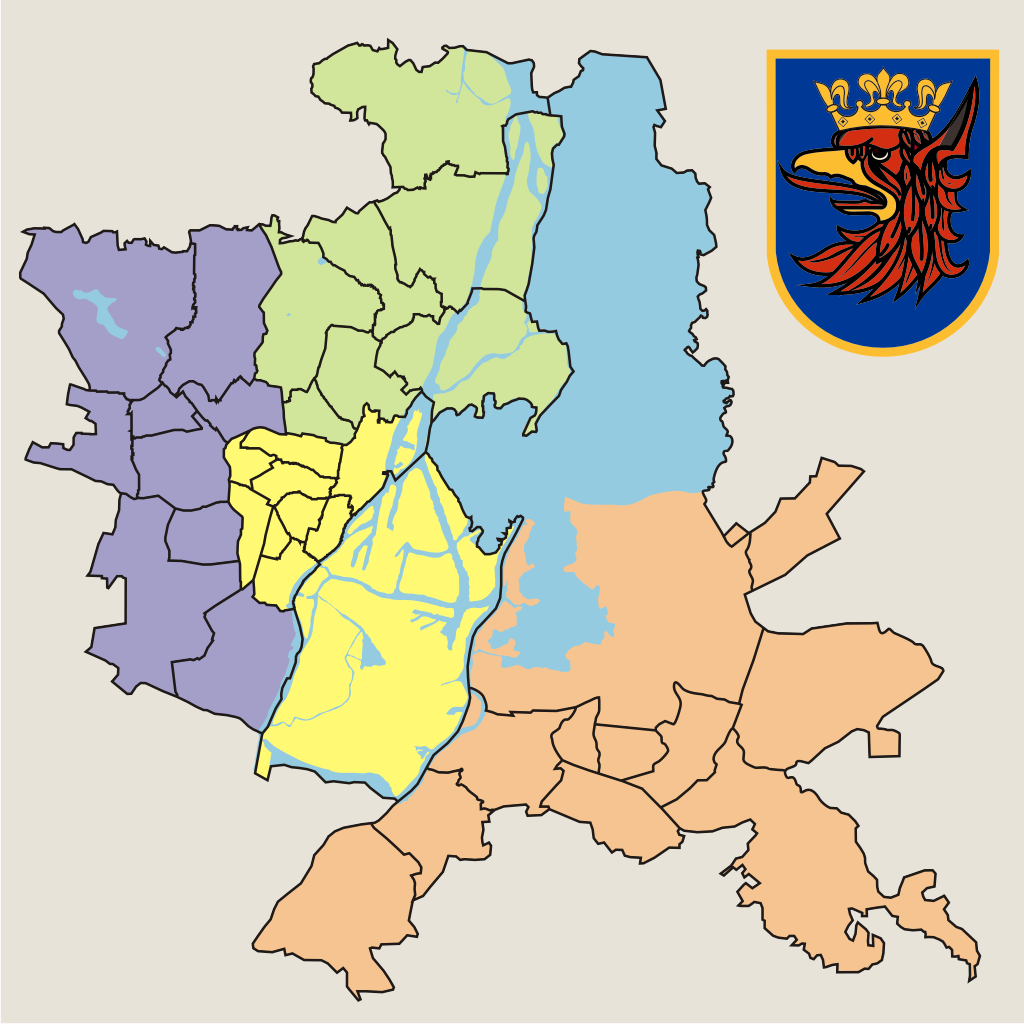
Dzielnice Szczecina:
Prawobrzeże
Śródmieście
Północ
Zachód

     Prawobrzeże
     Śródmieście
     Północ
     Zachód

## Położenie
Graniczy z dzielnicą Śródmieście na zachodzie oraz z gminami:
- Gryfino na południowym zachodzie,
- Stare Czarnowo na południu,
- Kobylanka na wschodzie,
- Goleniów na północnym wschodzie.

Na północy przylega do jeziora Dąbie.

## Osiedla
Prawobrzeże składa się z 11 osiedli:
| Nazwa                        | Liczba mieszkańców | Zdjęcie | Położenie na mapie |
| ---------------------------- | ------------------ | ------- | ------------------ |
| Bukowe-Klęskowo              | 14305              |         |                    |
| Dąbie                        | 12963              |         |                    |
| Kijewo                       | 3406               |         |                    |
| Majowe                       | 7363               |         |                    |
| Płonia-Śmierdnica-Jezierzyce | 4053               |         |                    |
| Podjuchy                     | 8744               |         |                    |
| Słoneczne                    | 13139              |         |                    |
| Wielgowo-Sławociesze-Zdunowo | 3808               |         |                    |
| Załom-Kasztanowe             | 3511               |         |                    |
| Zdroje                       | 8645               |         |                    |
| Żydowce-Klucz                | 2325               |         |                    |